# Lawrencerosus
Lawrencerosus  (лат.) — род жуков из семейства блестянок (Nitidulidae, Nitidulinae). Эндемик Австралии.

## Описание
Мелкие жуки: длина 2—3 мм. Голова поперечная, глаза крупные. Усики состоят из 10 члеников (с крупной булавой). Переднеспинка покрыта пучками трихом (длинных и тонких волосков). Ноги сравнительно длинные. Голени без шпор. Предположительно, как и другие представители трибы Lawrencerosini (например, Koryaga myrmecophila), обитают в гнёздах муравьёв и являются облигатными мирмекофилами (Кирейчук, 1990). Род был описан российским колеоптерологом Александром Георгиевичем Кирейчуком (Зоологический институт РАН). Известно 4 вида:
- Lawrencerosus australis Kirejtshuk, 1990
- Lawrencerosus commoni Kirejtshuk, 1990
- Lawrencerosus femineus Kirejtshuk, 1990
- Lawrencerosus mirator Kirejtshuk, 1990 typus

## Этимология
Название рода дано в честь энтомолога Джона Ф. Лоуренса.